# Berlekamp-Massey-Algorithmus
Der Berlekamp-Massey-Algorithmus dient dazu, das kürzeste, lineare rückgekoppelte Schieberegister zu finden, das eine gegebene Folge von Symbolen ausgibt. Die Symbole können aus einem beliebigen Körper stammen. Das Verfahren wurde
von 1968 bis 1969 von Elwyn Berlekamp und James Massey entwickelt. Anwendungen liegen im Bereich der effizienten Decodierung von BCH-Codes und Untergruppen wie den Reed-Solomon-Codes.

## Vorbemerkungen
Bei einem linear rückgekoppelten Schieberegister der Länge {\displaystyle L} stimmen die ersten {\displaystyle L} Ausgangssymbole mit den {\displaystyle L} Anfangsinhalten der Speicherzellen überein. Die folgenden Ausgangssymbole werden durch die Rekursion
{\displaystyle s_{j}=-\sum _{k=1}^{L}c_{k}\cdot s_{j-k}}
bestimmt. Dabei bezeichnen {\displaystyle c_{k}} die Rückkopplungskoeffizienten des Schieberegisters. Führt man für eine Verzögerung die Bezeichnung D ein, so kann das rückgekoppelte Schieberegister auch durch das Polynom
{\displaystyle C(D)=1+\sum _{k=1}^{L}c_{k}\cdot D^{k}}
beschrieben werden.
Ziel des Berlekamp-Massey-Algorithmus ist es also, zu einer gegebenen Folge {\displaystyle \left(s_{0},s_{1},\ldots ,s_{n-1}\right)} von Symbolen das Rückkopplungspolynom {\displaystyle C(D)} und die Länge {\displaystyle L} des erzeugenden Schieberegisters zu finden.

### Einfaches Beispiel
Der Einfachheit halber betrachten wir den binären Fall, also einen Körper mit lediglich zwei Elementen: {\displaystyle \mathbb {F} _{2}=\{0,1\}} . Die Addition ist wie folgt definiert: {\displaystyle 1\oplus 0=0\oplus 1=1} und {\displaystyle 0\oplus 0=1\oplus 1=0} und kann mit einem XOR-Gatter realisiert werden. Für die Multiplikation gilt {\displaystyle 0\otimes 0=0\otimes 1=1\otimes 0=0} und {\displaystyle 1\otimes 1=1}, was einer logischen AND-Verknüpfung entspricht.
Der Berlekamp-Massey-Algorithmus ermittelt zur Symbolsequenz (0 0 1 1 0 1 1) das kürzeste, linear rückgekoppelte Schieberegister, welches diese Sequenz ausgibt:
Das Rückkopplungspolynom lautet für dieses Beispiel {\displaystyle C(D)=1+D+D^{2}} und die Länge des Schieberegisters ist {\displaystyle L=3}.

## Algorithmus
Für die Beschreibung des Algorithmus werden die folgenden Variablen eingeführt:
| Symbol                   | Bedeutung |
| ------------------------ | --- |
| {\displaystyle i}        | Index des Symbols, das momentan verarbeitet wird |
| {\displaystyle C(D)}     | momentanes Rückkopplungspolynom des Schieberegisters |
| {\displaystyle L}        | momentane Länge des Schieberegisters |
| {\displaystyle d}        | aktuelle Diskrepanz, also Differenz zwischen dem aktuellen Symbol {\displaystyle s_{i}} und dem Symbol, das durch das aktuelle Schieberegister erzeugt wird |
| {\displaystyle C_{l}(D)} | Rückkopplungspolynom des Schieberegisters, als zum letzten Mal die Länge geändert wurde                                                                     |
| {\displaystyle l}        | Index, der angibt, in welchem Schritt zum letzten Mal die Länge geändert wurde                                                                              |
| {\displaystyle d_{l}}    | Wert der Diskrepanz, als zum letzten Mal die Länge geändert wurde                                                                                           |
| {\displaystyle T(D)}     | Temporärer Speicher für das Rückkopplungspolynom {\displaystyle C(D)}                                                                                       |

Damit resultiert der folgende Algorithmus

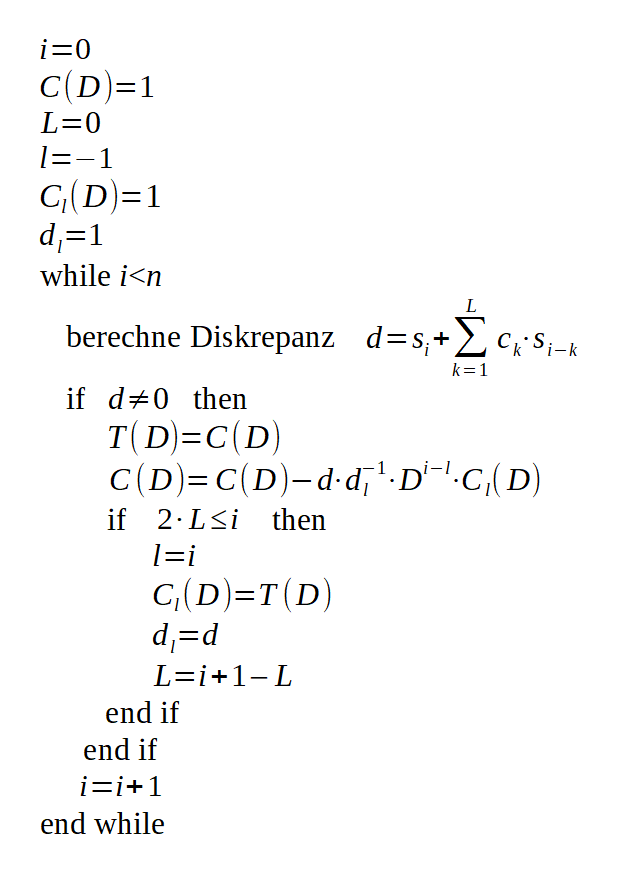
Berlekamp-Massey-Algorithmus

Das Prinzip des Algorithmus ist einfach zu verstehen: Gestartet wird mit einem Schieberegister der Länge 0, das eine Ausgangssequenz von lauter Nullen erzeugt. In jedem Iterationsschritt wird überprüft, ob das aktuelle Schieberegister das gewünschte Ausgangssymbol ausgibt. Ist dies der Fall, dann wird das Schieberegister beibehalten und die Iteration wird mit dem nächsten Symbol der gegebenen Sequenz fortgesetzt. Stellt man jedoch eine Diskrepanz fest, so wird das Schieberegister angepasst. Ob dabei die Länge des Schieberegisters erhöht werden muss, hängt von der momentanen Länge {\displaystyle L_{i}} des Schieberegisters und der Anzahl {\displaystyle i} verarbeiteter Symbole ab. Im Falle einer Diskrepanz gilt für die neue Länge: {\displaystyle L_{i+1}={\text{max}}(L_{i},i+1-L_{i})}.
Für den binären Fall lässt sich der Algorithmus deutlich vereinfachen. In diesem Fall stammen die Eingangsymbole {\displaystyle s_{i}}, die Rückkopplungskoeffizienten {\displaystyle c_{k}} und die Diskrepanz {\displaystyle d} aus der Menge {\displaystyle \{0,1\}}. Aus {\displaystyle d\neq 0} folgt also sofort {\displaystyle d=1} und {\displaystyle d^{-1}=1}.

## Anwendungen
Der Berlekamp-Massey-Algorithmus kann zur Decodierung des Reed-Solomon-Codes verwendet werden. Ein Reed-Solomon-Code besitzt die Eigenschaft, dass aus den empfangenen Symbolen 2·t Werte der diskreten Fouriertransformation des Fehlermusters bestimmt werden können. Aus diesen 2·t Stützwerten kann mit Hilfe des Berlekamp-Massey-Algorithmus die gesamte Fouriertransformation rekonstruiert werden, sofern höchstens t Symbole des Codeworts fehlerhaft sind.
Mit Hilfe des Berlekamp-Massey-Algorithmus kann effizient bestimmt werden, was das kürzeste, linear rückgekoppelte Schieberegister ist, welches eine gegebene Sequenz erzeugt. Die Länge dieses Schieberegisters wird als lineare Komplexität der Sequenz bezeichnet. Insbesondere in der Kryptographie ist es von Interesse, die lineare Komplexität einer Sequenz zu kennen.